# Geysir
Ne doit pas être confondu avec Champ géothermique de Geysir.
Geysir est le geyser islandais éponyme de ce type de source chaude jaillissante et intermittente, et dont le terme vient du verbe islandais gjósa signifiant « jaillir ». Il est situé dans le champ géothermique de Geysir, un ensemble de sources chaudes comprenant un autre geyser, Strokkur. Une barrière symbolique (un léger cordage tendu à quelques dizaines de centimètres du sol) forme un périmètre de sécurité peu imposant que peu de gens osent franchir. Le site se situe à environ 60 km à l'est de Reykjavik.

## Histoire
On estime de 8 000 à 10 000 ans l'âge du site dont on retrouve la première mention historique en 1294.
En 1630, un séisme provoqua un arrêt de l'activité du geyser qui reprit 40 ans après, si violemment que cela provoqua d'autres séismes. En 1845, il a atteint une hauteur de 170 mètres.
Geysir projetait de l'eau à 80 mètres. Entre le 17 et le 20 juin 2000, en raison d'un séisme, Geysir a atteint une hauteur de 122 mètres pendant deux jours, ce qui en fait le plus haut geyser en activité, même provisoire. Depuis ce séisme, Geysir a retrouvé une certaine activité avec huit éruptions par jour, fréquence qui a toutefois diminué à trois fois par jour depuis juillet 2003.

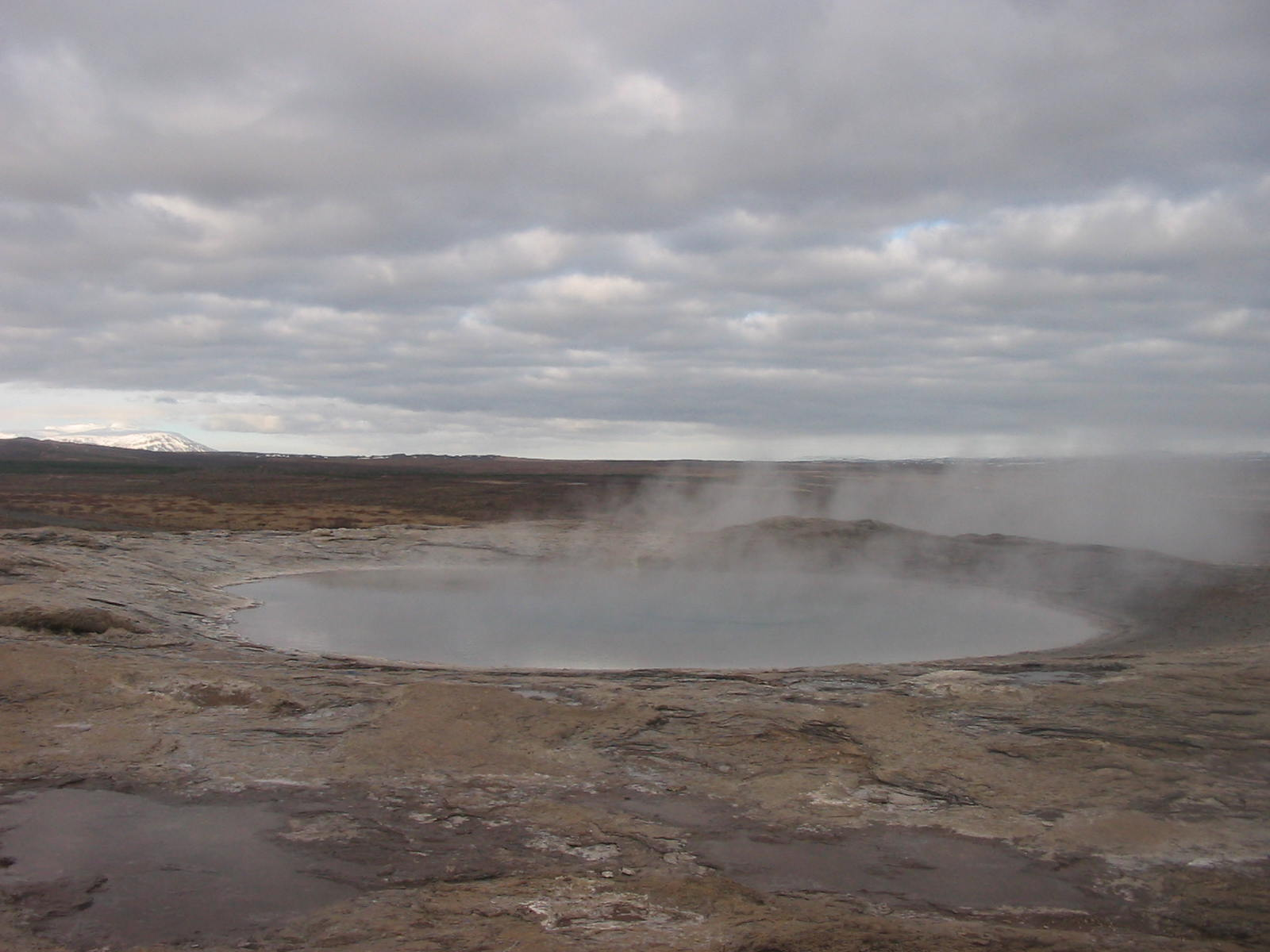
Vue de Geysir entre deux éruptions.